# امپایر استیت (فیلم)
امپایر استیت (انگلیسی: Empire State) فیلمی در ژانر اکشن-درام، محصول سال ۲۰۱۳ ایالات متحدهٔ آمریکا است. کارگردان فیلم دیتو مانتیل است و ستارگانی چون دواین جانسون، لیام همسوورث و اما رابرتس در این فیلم نقش‌آفرینی کرده‌اند. این فیلم بر اساس داستانی واقعی ساخته شده‌است.

## داستان
کریس که موفق به ورود به آکادمی پلیس نشده‌است، کاری را در مرکز حمل و نگهداری پول به‌عنوان گارد امنیتی پیدا می‌کند. بعد از اینکه او موضوعِ ضعف امنیتیِ این شرکت در حراست از پول‌ها را برای بهترین دوستش اِدی تعریف می‌کند، وارد بازی‌ای می‌شود که در آن مجبور به سرقت پول‌های شرکت می‌شود و ….

## پیوند
امپایر استیت در بانک اطلاعات اینترنتی فیلم‌ها